# Сиріл Рамафоса
Матамела Сиріл Рамафоса (англ. Matamela Cyril Ramaphosa; нар. 17 листопада 1952, Совето, Йоганнесбург, Трансвааль, Південно-Африканська Республіка) — південноафриканський державний, політичний і профспілковий діяч, підприємець, Президент Південно-Африканської Республіки від 15 лютого 2018 року. Генеральний секретар (1991—1997) і заступник президента Африканського національного конгресу, віцепрезидент Південно-Африканської Республіки (2014—2018). Очолює Африканський національний конгрес з 18 грудня 2017 року.

## Діяльність на посту Президента Південно-Африканської Республіки
Після того як Джейкоб Зума подав у відставку через корупційний скандал, з 14 лютого 2018 року виконував обов'язки Глави держави, 15 лютого 2018 року парламент ПАР обрав Рамафосу президентом.
У першій промові у статусі Глави держави 16 лютого 2018 року Рамафоса наголосив на необхідності зростання південноафриканської економіки, пообіцяв заходи з метою розвитку видобувної промисловості, зниження рівня злочинності, стимулювання туризму і зайнятості молоді, запровадження мінімальної заробітної плати, а також скорочення чисельності уряду. З посиланням на важливість збереження спадщини Нельсона Мандели Рамафоса також зазначив про важливість етичної поведінки та етичного лідерства для подальшого розвитку Південної Африки.
Критика корупції серед вищого керівництва ПАР стала складовою публічних промов Рамафоси з другої половини його каденції на посту віцепрезидента Південно-Африканської Республіки. Проте у 2022 році вже сам Рамафоса, будучи Президентом країни, став фігурантом корупційного скандалу, пов'язаного з належною йому фермою Фала Фала з розведення диких тварин.

### Внутрішня політика
Пріоритетами діяльності на посту Президента Рамафоса визначив земельну реформу та розвиток економіки. Крім цього, він очолив боротьбу зі спалахом лістеріозу, який забрав життя понад 100 людей з початку 2018 року.
Основою земельної реформи під проводом Рамафоси та політичної партії Африканський національний конгрес, яку він очолював, мало стати примусове вилучення земельних ділянок у африканерів, зокрема у тих, кому належало більш, ніж 25 000 акрів землі. З цією метою південноафриканський парламент з ініціативи партії Борців за економічну свободу (лідер — Юліус Малема) 241 голосом «за» (81 — «проти») підтримав пропозицію щодо законодавчого перегляду прав на володіння землею в контексті подолання расової нерівності у володінні землею. Практичні спроби реалізувати примусове вилучення земельних ділянок без надання адекватної компенсації призвели до протестів серед населення. Земельна реформа Рамафоси, який вважається одним з найбагатших у Південній Африці, у тому числі за версією Форбс, та очолюваного ним уряду була критикована і міжнародною спільнотою, зокрема, США.
У контексті розвитку південноафриканської економіки урядом Рамафоси ініційовано:
- підвищення лімітів на виробництво електроенергії без необхідності отримання відповідної ліцензії з 1 МВт до 100 МВт[13];
- поширення законодавчо-регульованого обігу конопель, введення Південно-Африканської Республіки до числа лідерів на цьому сегменті ринку[14];
- запровадження Служби працевлаштування молоді, яка б допомагала випускникам шкіл працевлаштовуватись на умовах оплати майбутнім роботодавцем додаткових курсів та тренінгів для них[15].

### Зовнішня політика
Станом на початок 2023 року Рамафоса здійснив понад 70 закордонних візитів у статусі глави держави, найвідвідуванішими ним державами стали Велика Британія, Зімбабве та Мозамбік.
Під час президентської каденції Рамафоса був обраний Головою Африканського Союзу (лютий 2020 — лютий 2021), в рамках діяльності у якому підтримував ідею Африканської континентальної зони вільної торгівлі, яку вважав головною рушійною силою для відновлення індустріалізації континенту та прокладання шляху до інтеграції Африки у світовий ринок.
Бере участь у діяльності групи держав БРІКС, у 2018 році був господарем Х саміту, який проходив у м. Йоганнесбург, а також брав участь у саміті групи у 2019, та онлайн-участь у самітах БРІКС у 2020, 2021 та 2022 роках.
Сумновідомий через свою підтримку збройної агресії щодо страйкуючих шахтарів у 2012 році (масові вбивства у Марікані), Рамафоса не засуджує і російську агресію проти України.